# Hiroshi Nakai (Politiker)

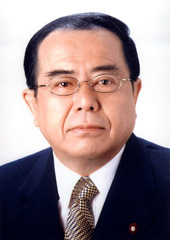
Hiroshi Nakai

Hiroshi Nakai (jap. 中井 洽, Nakai Hiroshi; * 10. Juni 1942 in Changchun, Republik China (heute: Volksrepublik China); † 22. April 2017 in Tokio) war ein japanischer Politiker, Abgeordneter im Shūgiin, dem Unterhaus, zuletzt für die Demokratische Partei, und Minister. Innerparteilich gehörte er den Ozawa- und Kawabata-Gruppen an.

## Leben
Hiroshi Nakai wurde fünf Jahre nach Beginn des Zweiten Sino-Japanischen Krieges in Xinjing/Shinkyō im Marionettenstaat Manchukuo geboren. Sein Vater Tokujirō arbeitete für die öffentliche Nippon Denshin Denwa (heute: Nippon Denshin Denwa K.K./NTT) auf dem Festland und gehörte nach Kriegsende für sechs Legislaturperioden als Abgeordneter des rechten Flügels der Sozialistischen Partei Japans dem Shūgiin an.
Hiroshi Nakai studierte an der wirtschaftswissenschaftlichen Fakultät der Keiō-Universität. Er arbeitete als Sekretär seines Vaters und kandidierte nach dessen Rückzug aus der Politik bei der Wahl von 1972 als Unabhängiger für das Shūgiin. Im zweiten Anlauf 1976 wurde er im 1. Wahlkreis Mie, dem Wahlkreis seines Vaters, für die Demokratisch-Sozialistische Partei (DSP) mit dem fünfthöchsten Stimmenanteil erstmals gewählt. Er wurde danach zehnmal wiedergewählt – durchgehend mit Ausnahme der Shūgiin-Wahl 1986. Seit 1996 kandidierte er im Einzelwahlkreis Mie 1, den er 1996 und 2009 gewinnen konnte, und im Verhältniswahlblock Tōkai. Im Shūgiin war er unter anderem Vorsitzender des Ausschusses für Handel und Industrie (1993) und Vorsitzender des Ausschusses für die Verlegung des Parlaments und anderer Organe (2000).
Im Kabinett Hata, an dem die DSP beteiligt war, ersetzte Nakai 1994 Justizminister Shigeto Nagano, der wegen Leugnung des Nanking-Massakers zum Rücktritt gezwungen worden war. Nach der Rückkehr der Liberaldemokratischen Partei (LDP) in die Regierung im selben Jahr beteiligte sich Nakai an der Gründung der Neuen Fortschrittspartei. Nach deren Auflösung 1997 schloss er sich der Liberalen Partei von Ichirō Ozawa an. 2002 wurde er stellvertretender Parteivorsitzender, ein Jahr später nach dem Beitritt der Liberalen zur Demokratischen Partei (DPJ) stellvertretender Parteivorsitzender der DPJ. 2007 musste Nakai ebenso wie Landwirtschaftsminister Toshikatsu Matsuoka (LDP) erfundene Angaben über Kosten in seinen Jahresberichten für politische Gelder zugeben.
Nach dem Wahlsieg der DPJ bei der Shūgiin-Wahl 2009 berief ihn Premierminister Yukio Hatoyama als Vorsitzender der Nationalen Kommission für Öffentliche Sicherheit in sein Kabinett und übertrug ihm außerdem die Zuständigkeit für die Entführungsfrage (rachi mondai). Im Kabinett Kan blieb er bis September 2010 Minister. Danach war er bis 2012 Vorsitzender des Shūgiin-Haushaltsausschusses.
Zur Shūgiin-Wahl 2012 zog sich Nakai aus der Politik zurück. Nakai stand, wie Premier Abe und weitere Kabinett- und LDP-Parteimitglieder, der als revisionistisch geltenden Nippon Kaigi nahe.
Er starb am 22. April 2017 im Alter von 74 Jahren an Magenkrebs in einem Krankenhaus in Tokio.